# 輪島市役所
輪島市役所（わじましやくしょ）は、石川県輪島市二ツ屋町にある、日本の地方公共団体である輪島市の執行機関としての事務を行う役所である。

## 解説
輪島市の中心地にあり、同市の政治の中心となっている。
既存庁舎棟は1973年に完成した。耐震性の不足や老朽化などの問題があるため、2019年に庁舎の増築および耐震改修工事が着工した。増築棟の工事は2021年に完成し、同年4月30日に竣工式が行われ、同年5月6日に増築庁舎棟での業務を開始した。増築棟は地上3階建てで、1階に市民サービスの窓口、2階に防災拠点機能を集約し、3階に非常用発電設備を設けた。内装には漆塗りやアテ材など地域資源を活用した。また、既存庁舎棟で進めていた耐震改修工事も2022年3月に完了し耐震改修済となった。

## 開庁時間
- 8:30 - 17:15（一部窓口は18:00まで）[2]

※上記開庁時間以外、土曜・日曜・祝日および12月29日 - 1月3日は時間外窓口のみ

## 組織
出典：

### 総務部
- 総務課
  - 職員係
  - 行政係
- 秘書政策課
  - 秘書政策係
- 防災対策課
  - 防災対策係
- 監理課
  - 庶務係
  - 監理係
  - 用地係
  - 工事検査室
    - 工事検査係
- 財政課
  - 財政係

### 企画振興部
- 復興推進課
  - 復興推進係
  - 統計情報係
  - 交通政策係
  - デジタル化推進室
    - デジタル化推進係

  - 広域行政連絡室
    - 広域行政係
- 放送課
  - 庶務係
  - 推進係

### 市民生活部
- 市民課
  - 総合窓口係
  - 戸籍住民係
  - 保険年金係
- 被災者生活再建支援課
  - 生活再建支援係
- 環境対策課
  - 環境係
  - 衛生係
  - 輪島クリーンセンター
- 税務課
  - 市民税係
  - 資産税係
  - 納税対策室
    - 収納係
- 公費解体推進室
  - 公費解体推進係

### 健康福祉部
- 福祉課
  - 庶務係
  - 障害福祉係
  - 生活支援係
  - 長寿支援室
    - 介護支援係

  - 地域包括支援センター
    - 包括支援係

  - 福祉総合相談室
    - 地域福祉係
- 子育て健康課
  - 庶務係
  - 健康増進係
  - 保育施設係
  - こども家庭センター
    - 発達支援係
    - 子ども未来係

### 産業部
- 農林水産課
  - 庶務係
  - 農業振興係
  - 農地整備係
  - 林業振興係
  - 水産振興室
    - 漁業振興係
- 漆器商工課
  - 商工係
  - 企業立地推進室
    - 推進係

  - 漆器振興戦略室
  - ふるさと納税推進室
    - 推進係
- 観光課
  - 観光係
  - 誘客推進係

### 建設部
- 土木課
  - 庶務係
  - 道路管理係
  - 道路改良係
  - 河川係
  - 能越道建設推進室
    - 建設推進係
- まちづくり推進課
  - 管理係
  - 都市計画係
  - 建築係
  - 空き家対策係
  - 移住定住支援室
    - 移住定住支援係

  - 港湾利活用推進室
    - 推進係

### 門前総合支所
- 地域振興課
  - 庶務係
  - 振興係
- 地域生活課
  - 総合窓口係
  - 生活支援係
  - 門前保健センター
- 地域整備課
  - 推進係
  - 整備係
- 禅の里づくり推進室
  - 推進係
  - 庶務係
  - 整備係

### 市立輪島病院
- 市立輪島病院
  - 病院
  - 地域医療連携室

### 会計課
- 会計課
  - 出納係

### 教育委員会
- 教育総務課
  - 庶務係
  - 学務係
  - 指導係
  - 高校魅力化推進室
    - 推進係
    - 特任係
- 生涯学習課
  - 庶務係
  - 学習推進係
  - 男女共同参画係
  - スポーツ推進室
    - 推進係

  - 青少年育成センター
- 文化課
  - 管理係
  - 振興係
  - 学芸係
  - 文化財係
  - 市立図書館
  - 市立門前図書館

### 議会事務局
- 議会事務局
  - 議事係
  - 庶務調査係

### 選挙管理委員会事務局
- 選挙管理委員会事務局

### 監査委員事務局
- 監査委員事務局

### 農業委員会事務局
- 農業委員会事務局
  - 農地係

### 上下水道局
- 上下水道局
  - 料金係
  - 庶務係
  - 施設整備係
  - 施設管理係

## アクセス
- 道の駅輪島より車で4分、徒歩で10分。
- E41 能越自動車道のと三井ICより車で18分。

## 周辺
- ファミリーマート輪島中央店
- ゲンキー河井店
- 石川県立輪島高等学校
- 輪島市立河井小学校
- 道の駅輪島
- ショッピングセンター ファミイ
- ワイプラザ輪島
- 輪島塗会館
- 輪島KABULET